# Vasílyevski Moj
Vasílyevski Moj (ruso: Васи́льевский Мох) es un asentamiento de tipo urbano de Rusia perteneciente al raión de Kalinin de la óblast de Tver.
En 2021, el asentamiento tenía una población de 2309 habitantes.
Se ubica unos 10 km al norte de la capital regional Tver.

## Historia
El asentamiento surgió en la década de 1920, cuando la recién creada Unión Soviética comenzó a organizar la extracción de turba en los alrededores de Tver. A mediados de esa década se fundaron un asentamiento central y cinco asentamientos subordinados, que desde 1931 pasaron a tener escuela propia. En 1934 se unificaron todos los asentamientos en un solo núcleo de población con estatus de asentamiento de tipo urbano. Hasta principios del siglo XXI, la extracción de turba siguió siendo la base de la economía local; a partir de la década de 2010, la economía del asentamiento ha ido evolucionando hacia ser una típica área periférica de la capital regional.